# Autoroute A4 (Italie)
Pour les articles homonymes, voir Autoroute A4.
L'autoroute A4 (dite aussi Sérénissime) traverse d'ouest en est l'entière plaine du Pô, partant de Turin, passant par Milan et s'achevant à Trieste, en traversant quatorze provinces du nord de l'Italie.
Elle a de nombreuses correspondances avec les autres grandes autoroutes italiennes.
Entre Turin et Venise, elle a trois voies plus la voie de sécurité (sauf quelques passages sur des fleuves comme le viaduc sur l'Adda situé dans le tronçon entre Trezzo sull'Adda et Capriate San Gervasio, souvent signalé dans les informations sur la circulation pour les ralentissements), et quelques tronçons à quatre voies. Par contre, le tronçon entre Venise et Trieste n'a encore aujourd'hui que deux voies dans chaque sens.
En 2005 ont commencé des travaux, terminés en 2007, pour la quatrième voie entre Milan et Bergame, tandis que s'achèvent les travaux sur le tronçon entre Turin et Milan, reliés aux chantiers du train à grande vitesse.
Depuis longtemps cette voie est considérée comme un point névralgique de la communication européenne, car elle permet le lien entre la péninsule Ibérique et les Balkans.
Son parcours d'environ 530 km est géré par plusieurs sociétés : ASTM Autostrada Torino Milano SpA, Autostrade per l'Italia, Autostrada Brescia, Verona, Vicenza, Padova, Società delle Autostrade di Venezia e Padova, CAV S.p.A et Autovie venete.

## Tableau du parcours
| A4 - TURIN - TRIESTE |                                                                                                  |             |                 |          |                  |
| Type                 | Affichage                                                                                        | ↓km↓        | Notes           | Province | Route européenne |
|                      | Turin C.so Giulio Cesare                                                                         | 0           |                 | TO       |                  |
|                      | périphérique Nord Turin Abbaye de Stura Aéroport Sandro-Pertini de Turin Caselle Aosta - Tunnels | 2,0         |                 | TO       |                  |
|                      | Aire de services "Settimo Torinese"                                                              | 2,6         |                 | TO       |                  |
|                      | Settimo Torinese                                                                                 | 4,7         |                 | TO       |                  |
|                      | Volpiano sud Gassino Torinese                                                                    | 9,6         |                 | TO       |                  |
|                      | Brandizzo Leinì                                                                                  | 11,7        |                 | TO       |                  |
|                      | Chivasso Ouest                                                                                   | 13,5        |                 | TO       |                  |
|                      | Chivasso Centre                                                                                  | 17,2        |                 | TO       |                  |
|                      | Chivasso Est                                                                                     | 20,6        |                 | TO       |                  |
|                      | Rondissone                                                                                       | 24,0        |                 | TO       |                  |
|                      | Péage Rondissone                                                                                 | 24,3        |                 | TO       |                  |
|                      | Aire de services "San Rocco sud"                                                                 | 25,0        | seulement est   | VC       |                  |
|                      | Aire de services "Cigliano nord"                                                                 | 31,9        | seulement ouest | VC       |                  |
|                      | Cigliano Sortie supprimée à la suite des travaux de modernisation de l'autoroute                 | 32,9        |                 | VC       |                  |
|                      | Borgo d'Ale Cigliano                                                                             | 36,8        |                 | VC       |                  |
|                      | - Ivrée - Verceil                                                                                | 43,8        |                 | VC       |                  |
|                      | Santhià                                                                                          | 45,2        |                 | VC       |                  |
|                      | Carisio Biella                                                                                   | 54,4        |                 | VC       |                  |
|                      | Balocco                                                                                          | 60,0        |                 | VC       |                  |
|                      | Aire de services "Villarboit"                                                                    | 64,2        |                 | VC       |                  |
|                      | Greggio                                                                                          | 67,5        |                 | VC       |                  |
|                      | Gênes - Gravellona T.                                                                            | 72,4        |                 | NO       |                  |
|                      | Biandrate-Vicolungo                                                                              | 73,6        |                 | NO       |                  |
|                      | Novare Ouest                                                                                     | 82,9        |                 | NO       |                  |
|                      | Aire de services "Novara"                                                                        | 88,7        |                 | NO       |                  |
|                      | Novare Est                                                                                       | 90,5        |                 | NO       |                  |
|                      | Marcallo-Mesero Strada Statale 336 de l'Aéroport de la Malpensa (Superstrada Boffalora-Malpensa) | 104,5       |                 | MI       |                  |
|                      | Arluno                                                                                           | 110,9       |                 | MI       |                  |
|                      | Rho                                                                                              | 118,4       |                 | MI       |                  |
|                      | Péage Milan Ghisolfa                                                                             | 120,8       |                 | MI       |                  |
|                      | périphérique Ouest di Milano Varese Como - Chiasso                                               | 120,9       |                 | MI       |                  |
|                      | Aire de services "Pero"                                                                          | 122,9       |                 | MI       |                  |
|                      | Pero Partiellement ouvert, seulement direction Fiera et seulement chaussée nord                  | 123,5       |                 | MI       |                  |
|                      | Varese Como - Chiasso Milan viale Certosa                                                        | 125,3 ● 0,0 |                 | MI       |                  |
|                      | Aire de services "Novate nord"                                                                   | 3,5         | seulement ouest | MI       |                  |
|                      | Cormano Superstrada Milano-Meda                                                                  | 4,5         |                 | MI       |                  |
|                      | Aire de services "Lambro"                                                                        | 8,6         |                 | MI       |                  |
|                      | Sesto San Giovanni Cinisello Balsamo - Milan viale Zara                                          | 11,1        |                 | MI       |                  |
|                      | Péage Milan Est                                                                                  | 13,0        |                 | MB       |                  |
|                      | périphérique Nord Milan Monza                                                                    | 13,0        |                 | MB       |                  |
|                      | périphérique Est Milan                                                                           | 19,5        |                 | MB       |                  |
|                      | Agrate Brianza                                                                                   | 20,5        |                 | MB       |                  |
|                      | Aire de services "Brianza"                                                                       | 23,4        |                 | MB       |                  |
|                      | Cavenago-Cambiago                                                                                | 24,7        |                 | MB       |                  |
|                      | Trezzo sull'Adda                                                                                 | 31,8        |                 | MI       |                  |
|                      | Capriate                                                                                         | 35,3        |                 | BG       |                  |
|                      | Aire de services "Brembo"                                                                        | 40,7        |                 | BG       |                  |
|                      | Dalmine                                                                                          | 42,4        |                 | BG       |                  |
|                      | Bergame Orio al Serio                                                                            | 47,1        |                 | BG       |                  |
|                      | Seriate                                                                                          | 53,7        |                 | BG       |                  |
|                      | Grumello del Monte-Telgate                                                                       | 62,3        |                 | BG       |                  |
|                      | Ponte Oglio                                                                                      | 65,6        |                 | BG       |                  |
|                      | Palazzolo                                                                                        | 67,8        |                 | BS       |                  |
|                      | Aire de services "Sebino"                                                                        | 72,5        |                 | BS       |                  |
|                      | Rovato                                                                                           | 76,0        |                 | BS       |                  |
|                      | Ospitaletto                                                                                      | 81,0        |                 | BS       |                  |
|                      | Area Servizio "Val Trompia"                                                                      | 88,7        |                 | BS       |                  |
|                      | Brescia Ouest                                                                                    | 89,9        |                 | BS       |                  |
|                      | Piacenza Brescia Centre                                                                          | 97,3        |                 | BS       |                  |
|                      | Aire de services "San Giacomo"                                                                   | 101,5       |                 | BS       |                  |
|                      | Brescia Est Brescia-Montichiari                                                                  | 102,8       |                 | BS       |                  |
|                      | Aire de repos "Campagnola"                                                                       | 107,2       |                 | BS       |                  |
|                      | Desenzano del Garda                                                                              | 118,9       |                 | BS       |                  |
|                      | Aire de services "Monte Alto"                                                                    | 119,6       |                 | BS       |                  |
|                      | Sirmione                                                                                         | 126,3       |                 | BS       |                  |
|                      | Aire de repos "Frassino est"                                                                     | 131,4       | seulement est   | VR       |                  |
|                      | Peschiera del Garda Gardaland                                                                    | 133,8       |                 | VR       |                  |
|                      | Aire de repos "Val di Sona"                                                                      | 143,6       |                 | VR       |                  |
|                      | Sommacampagna Verona-Villafranca                                                                 | 145,4       |                 | VR       |                  |
|                      | Aire de services "Monte Baldo"                                                                   | 146,7       |                 | VR       |                  |
|                      | Modène - Brenner                                                                                 | 150,3       |                 | VR       |                  |
|                      | Vérone Sud                                                                                       | 154,8       |                 | VR       |                  |
|                      | Vérone Est                                                                                       | 164,8       |                 | VR       |                  |
|                      | Aire de services "Scaligera"                                                                     | 175,7       |                 | VR       |                  |
|                      | Soave                                                                                            | 177,4       |                 | VR       |                  |
|                      | Montebello                                                                                       | 186,4       |                 | VI       |                  |
|                      | Pedemontana Veneta en construction                                                               |             |                 | VI       |                  |
|                      | Montecchio                                                                                       | 195,6       |                 | VI       |                  |
|                      | Aire de services "Villa Morosini ouest"                                                          | 199,8       | seulement ouest | VI       |                  |
|                      | Vicence Ouest                                                                                    | 201,6       |                 | VI       |                  |
|                      | Vicence Est                                                                                      | 209,2       |                 | VI       |                  |
|                      | Piovene Rocchette                                                                                | 210,6       |                 | VI       |                  |
|                      | Aire de services "Tesina est"                                                                    | 211,0       | seulement est   | VI       |                  |
|                      | Grisignano                                                                                       | 218,3       |                 | VI       |                  |
|                      | Aire de services "Limenella"                                                                     | 230,5       |                 | PD       |                  |
|                      | Padoue Ouest                                                                                     | 231,2       |                 | PD       |                  |
|                      | Padoue Est                                                                                       | 238,3       |                 | PD       |                  |
|                      | Bologne                                                                                          | 239,2       |                 | PD       |                  |
|                      | Aire de services "Arino"                                                                         | 247,5       |                 | VE       |                  |
|                      | périphérique de Mestre Venise Aéroport de Venise-Marco-Polo                                      | 249,6       |                 | VE       |                  |
|                      | Spinea                                                                                           | 255,9       |                 | VE       |                  |
|                      | Martellago-Scorzè Ouverture prévue pour juillet 2010                                             |             |                 | VE       |                  |
|                      | Preganziol                                                                                       | 275         |                 | TV       |                  |
|                      | Belluno-Venezia Nord                                                                             |             |                 | TV       |                  |
|                      | périphérique de Mestre Venise Aéroport de Venise-Marco-Polo                                      | 282         |                 | VE       |                  |
|                      | Meolo Échangeur en construction                                                                  |             |                 | VE       |                  |
|                      | San Donà di Piave - Noventa di Piave                                                             | 28,2        |                 | VE       |                  |
|                      | Aire de services "Calstorta"                                                                     | 35,0        |                 | VE       |                  |
|                      | Cessalto                                                                                         | 35,8        |                 | TV       |                  |
|                      | San Stino di Livenza                                                                             | 42,5        |                 | VE       |                  |
|                      | Portogruaro - Conegliano                                                                         | 55,4        |                 | VE       |                  |
|                      | Aire de services "Fratta"                                                                        | 59,5        |                 | VE       |                  |
|                      | Latisana                                                                                         | 68,8        |                 | UD       |                  |
|                      | San Giorgio di Nogaro                                                                            | 86,3        |                 | UD       |                  |
|                      | Aire de services "Gonars"                                                                        | 90,7        |                 | UD       |                  |
|                      | Udine - Tarvisio                                                                                 | 93,3        |                 | UD       |                  |
|                      | Palmanova                                                                                        | 94,9        |                 | UD       |                  |
|                      | Villesse - Gorizia                                                                               | 105,1       |                 | GO       |                  |
|                      | Redipuglia Monfalcone ovest Aéroport du Frioul-Vénétie Julienne                                  | 110,1       |                 | GO       |                  |
|                      | Péage Trieste - Lisert                                                                           | 118,7       |                 | GO       |                  |
|                      | Monfalcone                                                                                       | 119,1       |                 | GO       |                  |
|                      | Aire de services "Duino"                                                                         | 122,6       |                 | TS       |                  |
|                      | Duino-Aurisina                                                                                   | 123,3       |                 | TS       |                  |
|                      | Sistiana Trieste                                                                                 | 126,3       |                 | TS       |                  |
|                      | raccord Sistiana - Padriciano Frontière - Slovénie Lubiana                                       |             |                 | TS       |                  |

## Les divers tronçons

### Turin-Milan
L'autoroute Turin-Milan est l'une des plus anciennes d'Italie. Les travaux durèrent près de trois ans, et l'inauguration eut lieu le 25 octobre 1932. Elle est gérée aujourd'hui par la société ASTM Autostrada Torino Milano SpA.
Le parcours se déploie sur 127 km (environ 100 km en territoire piémontais, le reste en Lombardie), il est totalement en plaine et quasiment rectiligne.
Sur ce tronçon se trouvent les intersections avec :
- l'A5 (Turin-Aoste-Mont Blanc) auprès de Santhià ;
- l'A26 (Voltri-Gravellona Toce) auprès de Biandrate ;
- et le périphérique ouest de Milan (A50) auprès du péage de Milan Ghisolfa.

Le tronçon s'achève auprès de l'échangeur de Milan Certosa.
Les quasi 4 km d'autoroute entre l'échangeur vers la tangentielle ouest de Milan et l'échangeur de Milano Certosa drainent chaque jour un très important trafic.
Les ralentissements sur la voie ouest sont causés par la difficulté des gros véhicules à s'insérer dans le périphérique, tandis que ceux de la voie est sont dus à l'énorme trafic autour du « nodo di fiorenza » où vient confluer aussi la circulation venant de l'autoroute des Lacs (A8 et A9) et de la ville de Milan.
On peut remarquer que ce dernier segment n'est pas équipé de voie de sécurité, ce qui rend difficile l'intervention des moyens de secours.

### Milan-Brescia
Après l'échangeur de Milan-Certosa le tronçon est géré par la société Autostrade per l’Italia SpA.
Continuant en direction de Brescia l'A4 traverse les zones fortement industrialisées de Cormano, Cinisello Balsamo et Sesto San Giovanni. Près de Monza, où se situe le péage de Milan-Est, elle se raccorde avec le périphérique nord de Milan. À la hauteur de la sortie de Agrate Brianza l'A4 se raccorde avec le périphérique est de Milan.
Le tronçon compris entre le péage de Milan-Ghisolfa et de Milan-Est est appelé tronçon urbain de l'A4, et les échangeurs intermédiaires sont d'accès libre, sans péage.
Sur près de 90 km, l'autoroute se déroule en territoire lombard, selon un parcours complètement plat et rectiligne à l'exception d'un virage sur le péage de Bergame.
À Brescia elle coupe l'A21, elle aussi issue de Turin, mais par un parcours plus méridional que celui de l'A4, à travers Alexandrie, Plaisance et Crémone.

### Brescia-Venise
Près de Brescia, on change de nouveau de société de gestion, de Autostrade per l'Italia à Autostrada Brescia, Verona, Vicenza e Padova, même si ce changement n'est visible que par les signaux à la verticale sur la voie.
Ce tronçon de près de 170 km se déploie en partie en territoire lombard et surtout dans le pays vénitien, où le relief se fait sentir dès les premiers kilomètres jusqu'à Desenzano del Garda.
Auprès de Vérone, on croise l'A22 (Brennero-Modène). Dans le tronçon suivant, en arrivant à Vicence, il faut signaler les seuls tunnels de tout le parcours. Après la sortie Vicence Est, l'échangeur avec l'A31 ouvre la direction de Piovene Rocchette et Trento.
À Padoue, le croisement avec l'A13 (Padoue-Bologne) est l'occasion d'un nouveau changement de société, invisible pour l'utilisateur, avec la Società delle Autostrade di Venezia e Padova.

### Passante di Mestre

Tracé du contournement de Mestre : Passante di Mestre (en bleu).

L'A4 croise l'A27 (Mestre-Belluno) et l'A57 (périphérique de Mestre-Venise). Le tronçon est géré par la société CAV S.p.A. L'inauguration eut lieu le 8 février 2009.

### Venise-Trieste
L'A4 se réduit à deux voies en plus de la voie de sécurité sur près de 120 km, gérée par la société Autovie Venete qui assure la fin du parcours, jusqu'à Trieste et la Slovénie.
Le tronçon traverse quelques kilomètres de territoire vénitien pour ensuite entrer en Frioul-Vénétie Julienne dans la province d'Udine. Aux environs de Palmanova l'A4 donne naissance à l'A23 qui mène en Autriche à travers la frontière à Tarvisio.
Cette autoroute, reconstruite après le terrible tremblement de terre du Frioul, est parasismique bien que comportant de nombreux viaducs avec des piles d'une hauteur peu commune.
Dans le dernier morceau, on rencontre les sorties de Villesse (pour sortir d'Italie vers la Slovénie par Gorizia), de Ronchi dei Legionari (pour l'aéroport du Frioul-Vénétie Julienne et le mémorial des morts de la Première Guerre mondiale de Redipuglia) et enfin le péage final de Trieste-Lisert.